# Bomarea hartwegii
Bomarea hartwegii är en alströmeriaväxtart som beskrevs av John Gilbert Baker. Bomarea hartwegii ingår i släktet Bomarea och familjen alströmeriaväxter. IUCN kategoriserar arten globalt som akut hotad. Inga underarter finns listade i Catalogue of Life.